# Gush Etzion

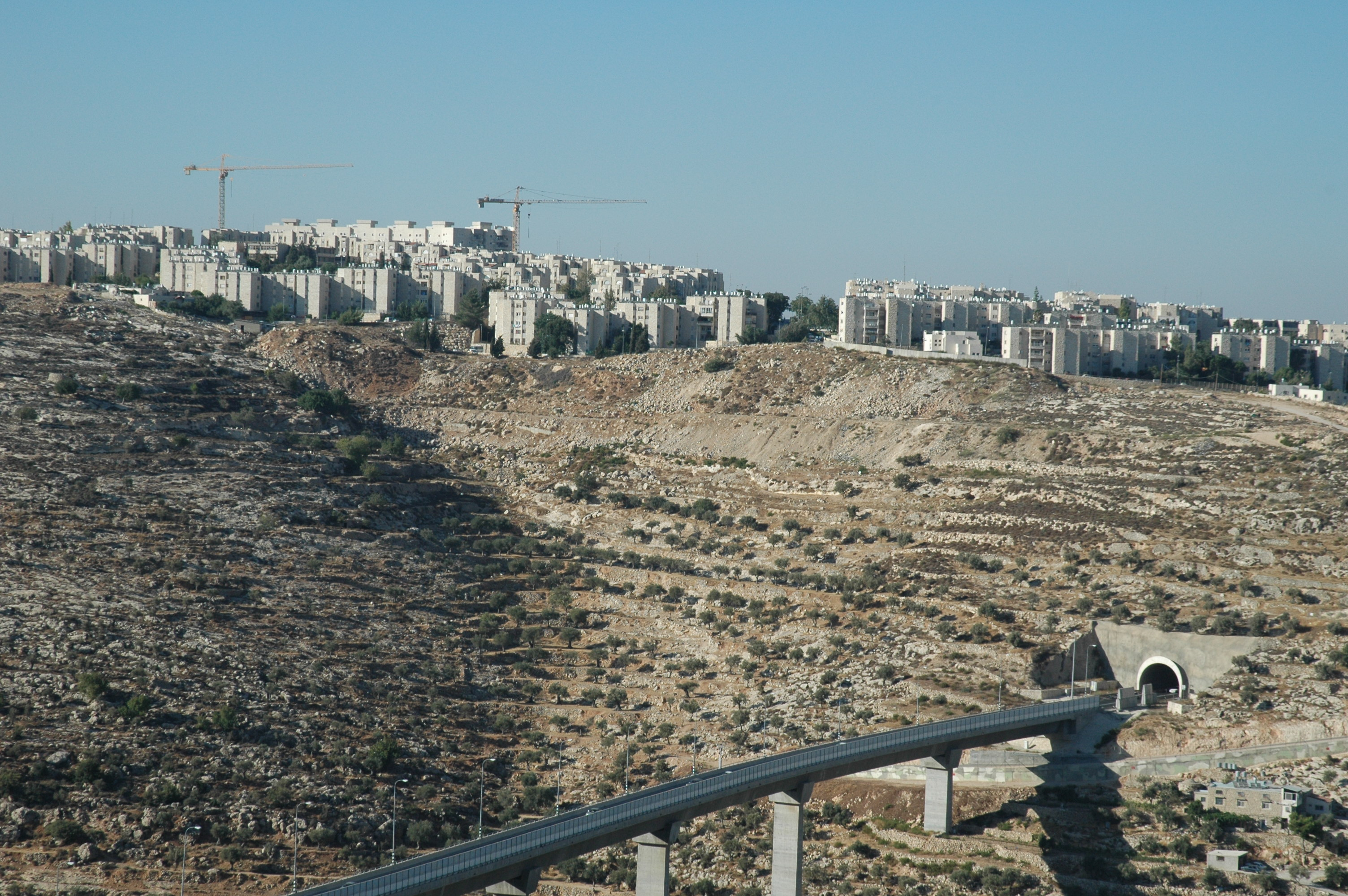
Túnel para Gush Etzion

Gush Etzion (em hebraico:  גּוּשׁ עֶצְיוֹן, lit. Bloco Etzion) é um grupo de assentamentos  judeus estabelecidos na década de 1920 ao sul de Jerusalém e ao norte da região denominada Monte Hebron, no sul da Cisjordânia, e destruído durante a Guerra árabe-israelense de 1948. Era formado por Kfar Etzion, Massu'ot, Ein Tzurim e Revadim. Os três primeiros estiveram alinhados com a ortodoxia religiosa, e Revadim com os Hashomer Hatzair (Jovens Guardas).
Gush Etzion refere-se também às quatro colônias israelitas estabelecidas no local depois da Guerra dos Seis Dias (1967), e aos assentamentos que expandiram a área do Bloco Etzion.